# سيتل2 (لغة برمجة)
سيتل2 (SETL2) هي لغة برمجة منحدرة من لغة ستيل (SETL programming language).